# Harald Paulsen
Harald Paulsen (26 de agosto de 1895 - 4 de agosto de 1954) fue un actor y director teatral y cinematográfico alemán. 

## Biografía
Nacido en Elmshorn, Alemania, su nombre completo era Harald Johannes David Paulsen. Debutó en el año 1913 en el Hamburger Stadttheater (actual Ópera del Estado de Hamburgo). Entre 1915 y 1917 participó en la Primera Guerra Mundial, y en 1917/18 actuó en el Fronttheater de Jelgava. En el año 1919 llegó a Berlín para actuar en el Deutsches Theater.
De entre su extenso trabajo teatral destaca su interpretación de Mackie Messer en el estreno de La ópera de los tres centavos, que se representó el 31 de agosto de 1928 en el berlinés Theater am Schiffbauerdamm. Más adelante, tras la toma del poder por Adolf Hitler, Paulsen demostró ser un ferviente nacionalsocialista, llevando en la manifestación del 1 de mayo la bandera con la esvástica. Participó en varias películas propagandísticas, entre ellas Ohm Krüger y Ich klage an. El actor vienés Rolf Kutschera informó en sus memorias que Paulsen fue conocido entre sus colegas como denunciante.
En el año 1938 Harald Paulsen asumió la dirección del Teatro Neue Schauspielhaus, en Berlín, en el cual se representaban principalmente operetas, encargándose de dicha gestión hasta el año 1945. 
Paulsen participó en más de 20 películas mudas, y actuó en más de 90 sonoras. Existen grabaciones sonoras de Harald Paulsen interpretando de La ópera de los tres centavos. 
Harald Paulsen falleció el 4 de agosto de 1954 en Hamburgo, Alemania, a causa de un accidente cerebrovascular. Tenía 59 años de edad. Fue enterrado en el cementerio católico de Elmshorn.
Su hijo Uwe Paulsen (1944–2014) fue actor y artista de cabaret, y vivió en Berlín.
Su patrimonio escrito se encuentra en el Archivo de la Academia de las Artes de Berlín.

## Filmografía (selección)
- 1920 : Genuine
- 1924 : Mensch gegen Mensch
- 1926 : Die Abenteuer eines Zehnmarkscheines
- 1930 : Alraune
- 1931 : Die Koffer des Herrn O. F.
- 1931 : Mein Leopold
- 1932 : Der große Bluff
- 1932 : Unheimliche Geschichten
- 1934 : Kannst Du pfeifen, Johanna
- 1935 : Frischer Wind aus Kanada
- 1935 : Unter vier Augen
- 1935 : Traumulus
- 1936 : Wenn wir alle Engel wären
- 1937 : Der Herrscher
- 1938 : Heiratsschwindler
- 1938 : Mordsache Holm
- 1938 : Eine Frau kommt in die Tropen (solo dirección)
- 1939 : Die Stimme aus dem Äther (solo dirección)
- 1939 : Wir tanzen um die Welt
- 1940 : Stern von Rio
- 1940 : Die gute Sieben
- 1940 : Bismarck
- 1941 : Ohm Krüger
- 1941 : Ich klage an
- 1942 : Meine Frau Teresa
- 1942 : Die Sache mit Styx
- 1942 : Altes Herz wird wieder jung
- 1942 : Symphonie eines Lebens
- 1943 : Die goldene Spinne
- 1944 : Intimitäten
- 1944 : Ruf an das Gewissen
- 1945 : Der Fall Molander
- 1945 : Shiva  und die Galgenblume
- 1949 : Gesucht wird Majora
- 1950 : Die tödlichen Träume
- 1950 : Dreizehn unter einem Hut
- 1950 : Der Fall Rabanser
- 1951 : Professor Nachtfalter
- 1951 : Primanerinnen
- 1951 : Sensation in San Remo
- 1951 : Die Dame in Schwarz
- 1951 : Falschmünzer am Werk
- 1952 : Klettermaxe
- 1952 : Liebe im Finanzamt
- 1952 : Einmal am Rhein
- 1953 : Die kleine Stadt will schlafen gehen
- 1953 : Briefträger Müller
- 1954 : Die schöne Müllerin